# John M. Landrum
John Morgan Landrum (* 3. Juli 1815 im Edgefield County, South Carolina; † 18. Oktober 1861 in Shreveport, Louisiana) war ein US-amerikanischer Politiker. Zwischen 1859 und 1861 vertrat er den Bundesstaat Louisiana im US-Repräsentantenhaus.

## Werdegang
Nach einer guten Grundschulausbildung besuchte John Landrum bis 1842 das South Carolina College in Columbia, aus dem später die University of South Carolina hervorging. Danach unterrichtete er selbst für einige Jahre als Lehrer. Nach einem anschließenden Jurastudium und seiner im Jahr 1844 erfolgten Zulassung als Rechtsanwalt begann er in Shreveport in seinem neuen Beruf zu arbeiten.
Politisch wurde Landrum Mitglied der Demokratischen Partei. In den Jahren 1848 und 1849 war er Bürgermeister von Shreveport. Bei den Kongresswahlen des Jahres 1858 wurde er im vierten Wahlbezirk von Louisiana in das US-Repräsentantenhaus in Washington, D.C. gewählt, wo er am 4. März 1859 die Nachfolge von John M. Sandidge antrat. Für die Wahlen des Jahres 1860 verzichtete er auf eine erneute Kandidatur. Aufgrund der politischen Situation wäre es 1861 ohnehin nicht zu einer weiteren Legislaturperiode gekommen, weil der Staat Louisiana nach seinem Austritt aus der Union kurz vor Beginn des Bürgerkrieges keine Abgeordneten mehr in den Kongress entsandte. Landrums Legislaturperiode endete offiziell am 3. März 1861.
Nach seinem Ausscheiden aus dem Repräsentantenhaus arbeitete John Landrum wieder als Anwalt. Er starb aber bereits am 18. Oktober 1861 in Shreveport.